# El despertar (película de 1946)
The Yearling (El despertar), es una película de 1946 dirigida por Clarence Brown y producida por Sidney Franklin para MGM. El guion de Paul Osborn y John Lee Mahin adapta la novela homónima de Marjorie Kinnan Rawlings.
La película cuenta la historia de un niño que adopta un ciervo como animal de compañía y está protagonizada por Gregory Peck, Jane Wyman, Claude Jarman Jr., Chill Wills y Forrest Tucker.

## Trama
Basada en la novela de Marjorie Kinnan Rawlings, la historia transcurre después de la Guerra de Secesión. La familia Baxter se instala en una pequeña granja en Florida. Claude Jarman interpreta a Jody Baxter, el solitario hijo de los granjeros Pa y Ma Baxter (Gregory Peck y Jane Wyman). Para desgracia de la familia todas las hermanas del pequeño Jody murieron y el chico, sintiéndose solo, quiere tener una mascota.
Jody acaba encontrándose con un pequeño cervatillo y convence a sus padres para poder quedárselo en casa. Pero el animal, una vez que llega a la granja, comienza a devorar los cultivos de la familia. Pa le dice a su hijo que tiene que deshacerse del animal o acabarán quedándose sin nada. Jody, antes de que le pase algo malo al cervatillo, decide dejarle libre. Pero el animal insiste en regresar a casa.

## Elenco
- Gregory Peck como Ezra "Penny" Baxter.
- Jane Wyman como Ora Baxter.
- Claude Jarman Jr. como Jody.
- Chill Wills como Buck Forrester.
- Clem Bevans como Pa Forrester.
- Margaret Wycherly como Ma Forrester.
- Henry Travers como el Sr.Boyles.
- Forrest Tucker como Lem Forrester.
- Donn Gift como Fodderwing Forrester.
- Arthur Hohl como Arch Forrester (sin acreditar).
- June Lockhart como Twink, Oliver's Bride (sin acreditar).
- Houseley Stevenson como el Sr. Ranger (sin acreditar).
- Dan White como Millwheel Forrester (sin acreditar).
- Jeff York como Oliver Hutto (sin acreditar).

## Producción

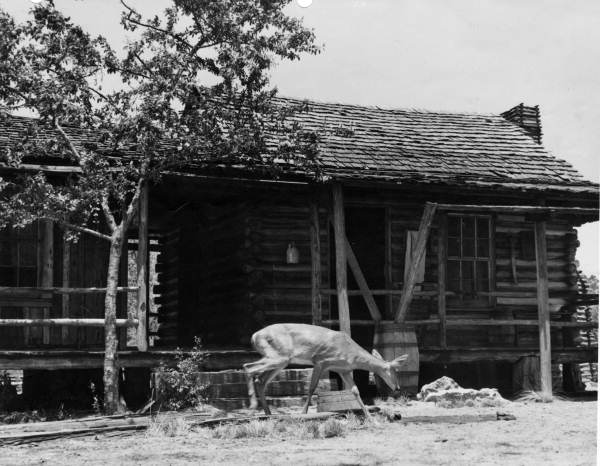
Imagen de la preproducción y exploración de locaciones de MGM.

The Yearling fue filmado en locaciones de Juniper Prairie Wilderness en el Bosque Nacional de Ocala en Florida. Una ruta de senderismo en el área, "The Yearling Trail", lleva el nombre de la historia y da acceso a los sitios donde vivió la familia cuyas historias inspiraron la novela.
MGM originalmente comenzó la producción de The Yearling en 1941, con Spencer Tracy como el patriarca y con Victor Fleming elegido para dirigir. El estudio también contrató a Marjorie Kinnan Rawlings, autora de la novela The Yearling, como consultora y exploradora de locaciones. Rawlings marcó un mapa de servicio forestal con ubicaciones para la filmación, específicamente haciendo referencia al claro que llamó "Isla de Baxter". MGM se trasladó al lugar de rodaje, renovó la cabaña y construyó los edificios circundantes para crear una ciudad para un set. Una vez que los actores llegaron al lugar, una combinación de errores, calor y falta de entusiasmo por la trama hizo que los actores se fueran. Esto llevó a que la película fuera archivada después de solo tres semanas de rodaje en Florida. (Según el biógrafo Millicent Bell, el afamado novelista John P. Marquand estaba de visita en MGM en 1941 y pidió participar en una reunión de producción de "Yearling". Le divirtió descubrir que él era la única persona en la reunión que había leído el libro).
La producción se reanudó en 1945, después de que Clarence Brown fuera contratado como nuevo director. Brown eligió a Gregory Peck para interpretar a Pa, Jane Wyman para interpretar a Ma, y después de una larga búsqueda, eligió a Claude Jarman Jr. para interpretar a Jody. Debido al impulso de Brown por la perfección, el promedio de tomas de escenas fue entre 20-21. También consiguió perros de caza reales para filmar la escena de la pelea de osos después de decidir que los perros originales de la ciudad no eran lo suficientemente buenos. Peck recibió la segunda de sus cinco nominaciones al Oscar por The Yearling, su quinta película.

## Premios

### Óscar 1946
| Categoría                          | Persona                                         | Resultado |
| ---------------------------------- | ----------------------------------------------- | --------- |
| Mejor película                     | Martìn Pereyra                                  | Candidato |
| Mejor director                     | Clarence Brown                                  | Candidato |
| Mejor actor                        | Gregory Peck                                    | Candidato |
| Mejor actriz                       | Jane Wyman                                      | Candidata |
| Mejor montaje                      | Harold Kress                                    | Candidato |
| Mejor fotografía en color          | Arthur E. Arling, Leonard Smith, Charles Rosher | Ganadores |
| Mejor dirección artística en color | Cedric Gibbons, Paul Groesse, Edwin B. Willis   | Ganadores |